# 日吉神社 (横浜市港北区)
日吉神社（ひよしじんじゃ）は、神奈川県横浜市港北区日吉にある神社。
なお、この社名は、（「住吉村」に因んで改名した、近隣の住吉神社と同じく）明治時代の合併によって生まれた「日吉村」に因んで改名されたものであり、山王信仰・日吉大社系の神社というわけではない点に注意が必要。
旧社名が「神明社」であることや、通称が「日吉のお伊勢さま」であることからも分かるように、系統としては伊勢神宮系である。

## 概要
横浜市と川崎市の境界になっている矢上川の南岸に鎮座している。
創建は不詳。江戸時代には武蔵国橘樹郡矢上村の総鎮守として同村北方の「お伊勢原」と呼ぶ丘上に鎮座し「神明社」と称した。旧社殿は天明5年（1785年）の修造と伝わる。
明治時代になり、矢上村は近隣と合併して「日吉村」になるが、昭和12年（1937年）に日吉村が矢上川を境に横浜市と川崎市に分割編入されることになり、それに伴って、昭和14年（1939年）に社名を「日吉神社」と改めた。
昭和51年（1976年）に社殿を修復し、伊勢神宮の分霊を勧請奉斎し、社務所を完備して神域を整え、昭和53年（1978年）には神殿屋根を総銅板葺に改修した。

## 境内社
- 矢上天神社